# USS LST-928
O USS LST-928 foi um navio de guerra norte-americano da classe LST que operou durante a Segunda Guerra Mundial.